# Макшеев, Захар Андреевич
Захар (Захарий) Андреевич Макшеев (1858 — 1935) — русский военный деятель, генерал от артиллерии (1917).

## Биография
В службу вступил в  1874 году, в 1877 году после окончании Нижегородского кадетского корпуса и Михайловского артиллерийского училища произведён в подпоручики и выпущен в 41-ю артиллерийскую бригаду.
С 1877 года участник Русско-турецкой войны, за храбрость в этой компании был награждён орденом Святого Станислава III степени с мечами и бантом. В  1878 году произведён в поручики.  В 1882 году после окончания Михайловской артиллерийской академии по I разряду произведён в штабс-капитаны, в 1885 году в капитаны, в 1888 году в подполковники. В 1892 году «за отличие по службе» произведён в полковники с назначением ротным командиром Первого кадетского корпуса.
С 1894 года инспектор классов, с 1900 года директор  Александровского кадетского корпуса. В 1901 году «за отличие по службе» произведён в генерал-майоры. С 1906 года директор Педагогического музея военно-учебных заведений. В 1907 году «за отличие по службе» произведён в генерал-лейтенанты. С 14 апреля по 3 сентября 1917 года  главный начальник ГУВУЗ. 29 сентября 1917 года произведён в генералы от артиллерии с увольнением в отставку.
Умер 1 марта 1935 года в Белграде, Похоронен на Новом кладбище.
Жена - Вера Михайловна Бубнова (1862-1920), сестра профессора Николая Михайловича Бубнова, прапраправнучка киевского зодчего Ивана Григорьевича Григоровича-Барского. 
Дети: Всеволод (1889-1920) - офицер. Леонид (1897 — 04.01.1969, Пальма де Майорка), офицер, в эмиграции архитектор, Любовь (+1929, в замужестве Скасырская).
О семье Макшеевых сохранились интересные сведения в мемуарах Н. М. Бубнова.